# ライジュア島 (インドネシア)

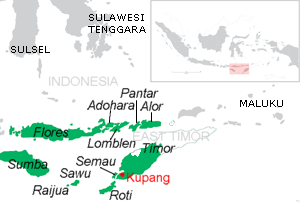
東ヌサ・トゥンガラの島々

ライジュア島（インドネシア語Pulau Raijua）はインドネシア、東ヌサ・トゥンガラ州にある島。

## 地理
周囲は約30km、人口は約8500人。島には乾燥した土地が広がり、陸稲や青豆が栽培されている。

## イカット
フローレス島などとともに伝統織物「イカット」（絣織り）で有名。後述する祭礼「タオラオ」では、死者を送るための儀式にかかせないものとなる。

## 魔女伝説とアオ・パケ・プア
この島には、2人の魔女がおり、島民はその子孫だという。2人の魔女は、様々なところを移動しては、男達を次々と誘惑し、多くの子供を産んだ。この魔女伝説と結びつくかのように、島には「アオ・パケ・プア」と呼ばれる、未婚の女性によって産まれた子供達が多く存在する。島では、こうした伝説や現象をタブー視せず、子宝として尊重されていることが多い。（アオ・パケ・プアとは、「神から授かった子」というような意味である。）

## タオラオ
この島には、「タオラオ」と呼ばれる、死者を祀る祭礼が、毎年一回、6月に行われる。このタオラオでは、魔女「マラガー」に対し、生贄を捧げ、住民が織った独特の模様のイカットを飾り、死者をあの世に送る。